# Ambroise Verschaffelt

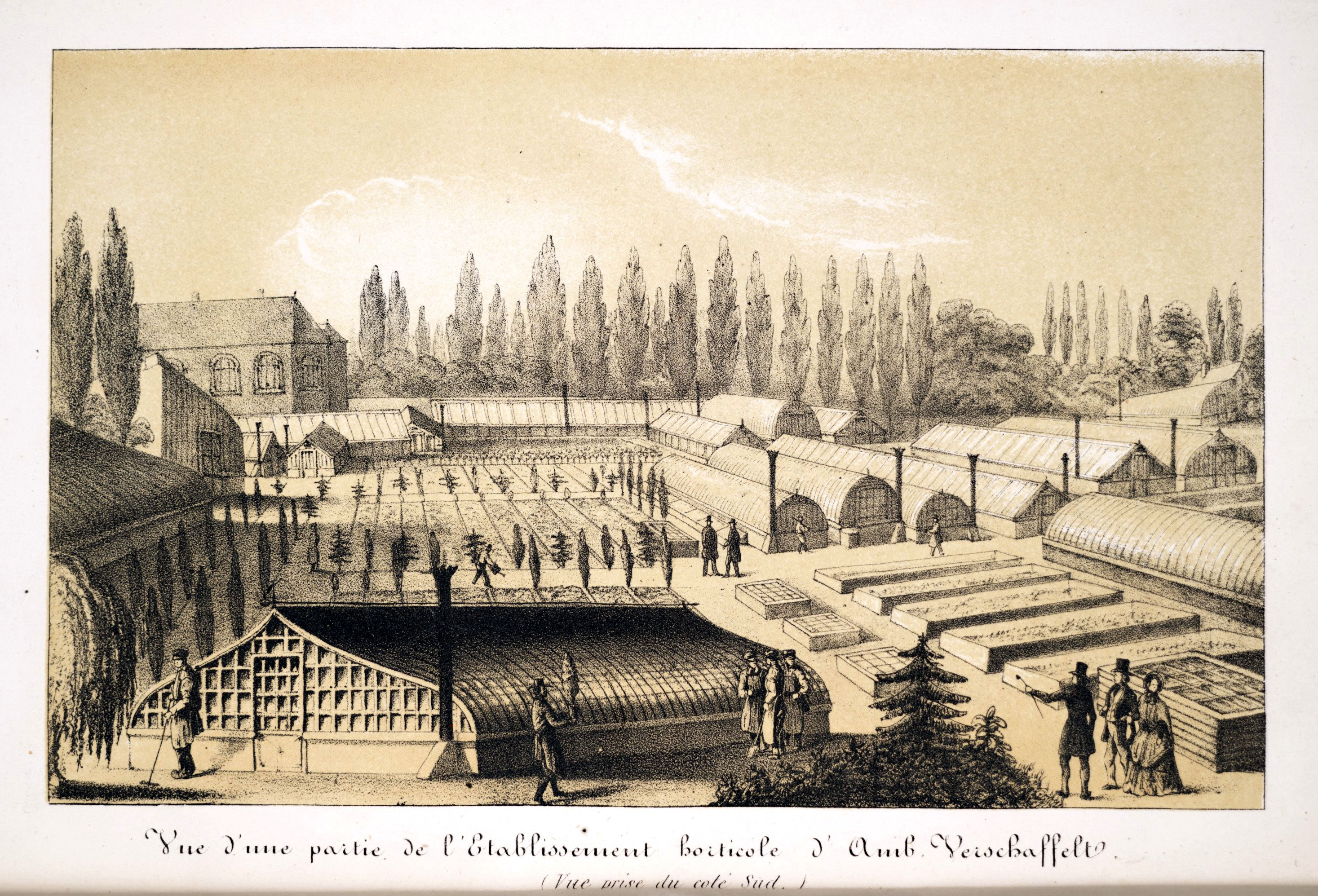
De Verschaffelt bloemisterij in Gent in 1854.

Ambroise Verschaffelt (1825-1886) was een Vlaams tuinbouwkundige en auteur. Hij is de oprichter van het tijdschrift L'illustration Horticole te Gent in 1854.
De bloemisterij van de familie Verschaffelt bestond reeds in 1825 en was een belangrijk centrum voor de Europese kweek van Camellia in de negentiende eeuw. De Verschaffelts specialiseerden zich in Camellia en dit resulteerde in de publicatie van Nouvelle Iconographie des Camellias (1848-1860). Het is een aanvulling op het boek van Lorenzo Berlèse Iconographie du genre Camellia.
Andere bloemisten leden van de familie zijn:
- Petrus-Antonius Verschaffelt (1764-1844)
- Alexandrus-Jacobus Verschaffelt (1801-1850) eerste zoon van P-A Verschaffelt, vader van Ambrosius;
- Ludovicus Verschaffelt (1806-1849) , tweede zoon van P-A Verschaffelt
- Johannes Verschaffelt, (1811 -1884) derde zoon van P-A Verschaffelt
- Jan Nuytens-Verschaffelt (1836-1880), aangenomen zoon van Johannes Verschaffelt.

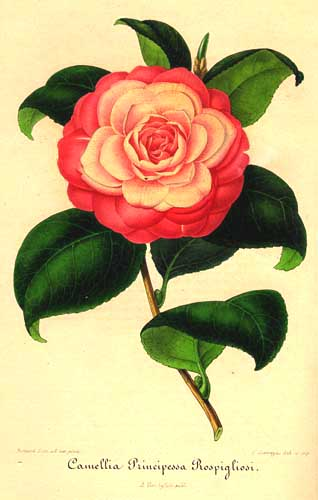
Plaat van Camellia Principessa Rospigliosi uit Nouvelle Iconographie boekdeel 4 (1853)